# Veus iguals
Un conjunt vocal -sigui un cor o un grup més reduït- s'anomena de veus iguals quan només integra veus masculines o veus femenines, no sols en el sentit del sexe dels seus integrants sinó també en el sentit de les qualificacions de les veus que l'integren.
Així, són de veus iguals els grups femenins que integren a sopranos i contralts, i possiblement també mezzosopranos, com ho són els grups masculins integrats per tenors i baixos, i probablement també barítons.
El repertori per a aquests grups no és gaire extens; en realitat molt més reduït, proporcionalment, que el repertori per a grups de veus mixtes, la qual cosa fa que sovint interpretin arranjaments. El repertori original és més abundant a partir del Romanticisme.
El més habitual és que aquests grups cantin a tres o a quatre veus. En el cas que ho facin a tres, l'usual és que siguin soprano 1a, soprano 2a i contralt, en el cas de les femenines, i que siguin tenors 1r i 2n i baix, en el de les veus masculines. Si canten a quatre veus acostumen a ser sopranos 1a i 2a, i contralt 1a i 2a; i tenors 1r i 2n, baríton i baix.